# Сицилиански Анжуйци
Сицилианските Анжуйци или Анжуйска династия на Капетингите (на френски: Maison capétienne d'Anjou-Sicile; на английски: Capetian House of Anjou, House of Anjou-Sicily, House of Anjou-Naples) или Трети анжуйски дом е кадетски клон на преките Капетинги, основан от Карло I (Шарл I Анжуйски), син на Луи VIII Лъва и Бланш Кастилска, и получен с апанаж през 1246 г. от по-големия му брат Луи IX. През 1250 г. Шарл I Анжуйски получава като зестра Прованс, през 1266 – 1268 г. завладява Неапол и Сицилия. През 1282 г. Сицилия сваля властта му и Шарл I Анжуйски остава крал на Неапол. Неговото необикновено пораснало потомство, разделено на няколко клона, заема троновете на Неаполитанското (1266 – 1435), Сицилианското (1266 – 1282), Йерусалимското (1266 – 1435), Унгарското (1301 – 1414) и Полското кралство (1370 – 1386), както и редица държави от по-нисък ранг - княжество Ахея, херцогство Драч. През 15 век на неаполитанския престол родът е сменен от младия Анжуйски дом.

## Анжу-Сицилианска династия в Неаполитанското кралство
През 1248 г. Карло I взема участие в Седмия кръстоносен поход в Египет, където е пленен и възвръща свободата си срещу значителен откуп. През 1257 г. получава титлата „крал на Арл“. Със съдействието на папа Урбан IV през 1266 г. е коронован в Рим за крал на Сицилия, след като разгромява крал Конрадин, последен представител на династията Хохенщауфен и укрепва положението си в Южна Италия. Подновява традиционната завоевателна политика на сицилианските крале спрямо Балканския полуостров. Готви се да нахлуе във Византия, когато Луи IX го кани да участва в Осмия кръстоносен поход в Тунис през 1270 г. След приключването на похода през 1272 г. започва бойни действия на изток превзема Дурацо и е провъзгласен за крал на Албания. Воден от желанието си да наложи хегемония над Близкия изток, през 1277 г. купува титлата „крал на Йерусалим“. Край на антивизантийската му политика слага въстанието срещу французите в Сицилия – „Сицилианските вечерни“ (1282), организирано от арагонския крал Педро III. По този начин Карло I губи половината от своите земи – остров Сицилия, но запазва Южна Италия със столица Неапол и френските си владения. Женен е втори път за Маргарита Бургундска, дъщеря на граф Йод дьо Невер (Бургундска династия). Има пет деца. Беатриче е омъжена за титулярния император на Константинопол Филип дьо Куртене. Мария става унгарска кралица чрез брака си Ласло IV Арпад. Филипо, първи съпруг на Изабела дьо Вилардуен, получава властта над княжество Ахея. Бланка става съпруга на фландърския граф Роберт III.
Първородният син на Карло I, Карло II Анжуйски Куция (1285 – 1309), е в плен на арагонците, когато неговият баща умира. Откупва свободата си, като признава арагонския крал Алфонсо III за владетел на остров Сицилия. През 1290 г. омъжва първородната си дъщеря Маргарита Анжуйска за граф Шарл дьо Валоа, комуто дава в зестра графствата Анжу и Льо Мен. През 1302 г. окончателно се отказва от претенциите си върху остров Сицилия и насочва вниманието си към Ахея, на чийто престол поставя четвъртия си син Филипо I ди Таранто. През 1270 г. Карло ІІ се жени за Мария, дъщеря на унгарския крал Ищван V Арпад, а през 1290 г. коронова в Неапол най-големия си син Карло-Мартело за крал на Унгария. Омъжва втората си дъщеря Елеонора Анжуйска за краля на Сицилия Федерико II (Арагонска династия). Третата, Бианка става арагонска кралица чрез брака си Хайме II, а четвъртата Беатриче, става съпруга на Ацо VIII д'Есте, владетел на Ферара. Последният му син Джовани Драчки получава княжество Дурацо.
Престола на Неапол наследява третият му син Роберто Мъдрия (1309 – 1343), притежаващ вече значителен опит в държавните дела. Той бързо се утвърждава като верен съюзник на Папството и вожд на гвелфите в Италия и се стреми да неутрализира германското влияние на Апенинския полуостров. Спечелва си водеща позиция в управлението на Флоренция, Болоня, Генуа и други северноиталиански градове, но това води до конфликт с фамилията Висконти, предводители на гибелините. След редица поражения властта му е ограничена само в Неапол. Той не успява да овладее Сицилия и насочва вниманието си към Балканския полуостров. Опитва се да запази целостта на анжуйските владения в Ахея и Албания. Един от видните меценати на своето време той покровителства дейците на Ранния италиански ренесанс. Има два брака: с Йоланта, дъщеря на арагонския крал Педро III и със Санча, дъщеря на краля на Майорка Хайме II (Арагонска династия). Единственият му син Карло (умира преди баща си през 1328 г.), херцог на Калабрия, се жени два пъти: за Катерина фон Хабсбург и за Мария дьо Валоа. Баща е на две дъщери: Джована I (1343 – 1382), кралица на Неапол и Мария, омъжена за братовчед си Карло, принц на Дурацо.
Джована I Анжуйска наследява своя дядо Роберто Анжуйски и се омъжва за унгарския си братовчед Ендре д'Анжу (†1345), убит от Лодовико ди Таранто вероятно с нейно участие. Последният се жени за кралицата, отблъсква нападението на унгарците срещу Неапол и е коронован за крал (1345 – 1352), но умира без наследници. Джована І продава своето владение Авиньон на папата и се омъжва за краля на Майорка Хайме IV (Арагонска династия), когото измества от управлението. След смъртта му сключва четвърти брак с херцог Ото фон Брауншвайг. Кралицата няма деца и първоначално определя за свой наследник племенника си Карло III Дурацо, но по-късно анулира решението си и завещава короната на френския принц Луи I д'Анжу, син на крал Жан II дьо Валоа. Недоволен от решението ѝ, Карло III Дурацо я пленява и заповядва да бъде удушена, като завладява нейния престол.

### Клон Дурацо
Родоначалник на клона Дурацо (крале на Неапол 1333 – 1435) на династията Анжу е Джовани Драчки, граф на Гравина (1315 – 1336), най-малкият от синовете на Карло II Анжуйски Куция. Той получава от баща си херцогство Дурацо в Албания (1309 – 1336). Женен е за Матилда д'Ено, дъщеря на морейската принцеса Изабела дьо Вилардуен и е провъзгласен за княз на Ахея (1318 – 1333). Сключва и втори брак с Агнес дьо Перигор.
Владенията на Балканите наследява неговият първороден син Карло Драчки (1336 – 1348), женен за своята братовчедка Мария, дъщеря на калабрийския херцог Карло. Баща е на: Джована, сключила брак последователна с Луи д'Еврьо, най-малкия син на наварския крал Филип и за граф Робер ІІІ д'Артоа; Агнес, съпруга на Жак дьо Бо; Маргарита, омъжена за братовчед си Карло III Анжуйски, крал на Неапол; Мария, съпруга на Филипо ІІ, княз на Ахея и Таранто.
Вторият син на Джовани Драчки е Лодовико Драчки, граф на Гравина (1348 – 1362). Той е женен за Маргарита ди Сан Северино и е баща на Карло III Анжуйски. Първоначално младият Карло ІІІ е признат за престолонаследник на Унгария от своя роднина Лайош I Велики, но раждането на кралската дъщеря Мария го лишава от надеждите му за короната. Насочва вниманието си към трона на Неапол. Жени се за Мария, дъщеря на Педро IV Арагонски. След като овдовява, сключва брак с братовчедка си Маргарита, племенница на бездетната кралица Джована I Анжуйска по майчина линия. Има дъщеря Бианка, омъжена за Мартин де Араггон, син на крал Мартин I Арагонски. Осиновен от неаполитанската си леля, Карло ІІІ вдига бунт срещу нея, след което тя избира за свой наследник френския принц Луи I Валоа-Анжуйски. През 1382 г. убива кралицата и е коронован за крал на Неапол (1382 – 1386). Поради преждевременната смърт на Луи I Валоа-Анжуйски, Карло ІІІ остава единствен господар на Южна Италия. С намерението да се възкаи на унгарския престол след смъртта на Лайош I Велики, нахлува в Унгария и през 1385 г. е коронован под името Карой II, но на следващата година е убит в столицата Буда по заповед на регентката Елизабета Котроманич.
Карло III Анжуйски е наследен на трона на Неапол от сина си Ладислао (1386 – 1414) под регентството на вдовстващата кралица Маргарита. Той прогонва от своята държава претендента Луи I Валоа-Анжуйски и нахлува в Унгария, където е коронован за крал през 1403 г. Желанието му за господство над Италия го довежда до сблъсък с папата и жителите на Флоренция. Жени се последователно за Констанца, дъщера на херцог Манфредо Киарамонти, за Мария, дъщеря на кипърския крал Жак I дьо Лозинян и за Мария д'Ангиен. Ладислао умира преждевременно през 1414 г. без да остави законни наследници, затова на престола на Неапол се възкачва сестра му Джована II Анжуйска (1414 – 1435). Тя се омъжва последователно за австрийския ерцхерцог Вилхелм I фон Хабсбург (†1406) и за граф Жак II дьо Бурбон, но реално страната е управлявана от нейните фаворити. Първоначално признава за наследник Алфонсо V, крал на Арагон и Сицилия, но по-късно променя решението си и осиновява Лодовико III д'Анжу и брат му Рениеро. Джована II Анжуйска е последната представителка на рода Дурацо.
- Карл I Анжуйски Гравюра от историята на графовете на Прованс от Антоан Руфи, 1655.
- Карл II Анжуйски Гравюра от историята на графовете на Прованс от Антоан Руфи, 1655.
- Робер I Анжуйски Гравюра от историята на графовете на Прованс от Антоан Руфи, 1655.
- Джована I Анжуйска Гравюра от историята на графовете на Прованс от Антоан Руфи, 1655.
- Ладислав Анжуйски

### Крале на Неапол

#### Старша линия
- Карло I Анжуйски (1226 – 1285) (1266 – 1285), княз на Ахея (1266 – 1285)
- Карло II Анжуйски Куция (1254 – 1309) (1285 – 1309) – син на предходния, княз на Ахея (1285 – 1289)
- Роберто (1277 – 1343) (1309 – 1343) – трети син на Карло II Анжуйски
- Джована I Анжуйска 1326 – 1382) (1343 – 1382) – внучка на Роберто Анжуйски, княгиня на Ахея (1373 – 1381)

#### Клон Дурацо
- Карло III Анжуйски (1345 – 1386) (1382 – 1386), крал на Унгария Карой II Анжуйски (1385 – 1386), княз на Ахея (1383 – 1386), граф на Гравина (1362 – 1386)
- Ладислав Анжуйски (1377 – 1414) (1386 – 1414) – син на Карло III Анжуйски
- Джована II Анжуйска (1373 – 1435) (1414 – 1435) – дъщеря на Карло III Анжуйски

### Херцози на Дурацо
- Джовани Драчки (1294 – 1336) (1309 – 1336), княз на Ахея (1318 – 1333), граф на Гравина (1315 – 1336)
- Карло Драчки (1323 – 1348) (1336 – 1348), граф на Гравина (1336 – 1348)
- Джована (1344 – 1387) (1348 – 1368)

### Херцози на Калабрия
- Карло Калабрийски (1298 – 1328) (1325 – 1328)
- Джована I Анжуйска 1326 – 1382) (1333 – 1343), кралица на Неапол (1343 – 1382), княгиня на Ахея (1373 – 1381)
- Андрей Унгарски (1327 – 1345) (1333 – 1345)
- Карло Мертел (1345 – 1348)

### Графове на Гравина
- Пиеро (1292 – 1315) (1309 – 1315)
- Джовани Драчки (1294 – 1336) (1315 – 1336), княз на Ахея (1318 – 1333), херцог на Дурацо (1309 – 1336)
- Карло Драчки (1323 – 1348) (1336 – 1348), херцог на Дурацо (1336 – 1348)
- Лодовико Драчки (1324 – 1362) (1348 – 1362)
- Карло III Анжуйски (1345 – 1386) (1362 – 1386), крал на Унгария Карой II Анжуйски (1385 – 1386), княз на Ахея (1383 – 1386), Крал на Неапол (1382 – 1386)

## Анжу-Сицилианска династия в Унгария и Полша
Първородният син на Карло II Анжуйски Куция, Карло-Мартело (1290 – 1301), е родоначалник на унгарския клон на династията Анжу. От брака му с Клементина, дъщеря на германския император Рудолф I фон Хабсбург, се раждат четирима синове и три дъщери. Пиетро получава титлата „граф Еболи“. Луи е ръкоположен за епископ на Тулуза, а по-късно канонизиран. Жан Тристан става монах. Клеманс заминава за Франция като съпруга на крал Луи X (династия Капетинги). Джована става чешка кралица чрез брака си с Ян Люксембургски. Мария е омъжена за краля на Майорка Санчо І Тихия.
След продължителна борба най-големият син на Карло-Мартело, Карой I Роберт (1301 – 1342), успява да се наложи на унгарския престол едва през 1308 г. Реорганизира армията и утвърждава феодалното право в страната. Покровителства икономическото развитие на Унгария, но усилията му да централизира властта си го противопоставя на местната аристокрация. Излиза победител в тази борба, след което воюва в Южна Италия за короната на Неапол. На Балканския полуостров завладява Босна. Има три брака: с Мария, дъщеря на полския крал Кажимеж III Велики (династия Пясти), с Беатрикс, дъщеря на император Хайнрих VII фон Люксембург и с Елжбета, дъщеря на полския крал Владислав I Локетек (династия Пясти). Карой I Роберт се опитва да осигури неаполитанския трон за втория си син Ендре (1327 – 1395). Изпраща го в Италия като съпруг на Джована I Анжуйска, но там унгарският принц бива убит. Неговият брат Ищван е женен за Маргарита фон Вителсбах, дъщеря на император Лудвиг IV Баварски и е баща на Елизабет, която става принцеса на ахея чрез брака си с Филип ІІ ди Таранто.
Първородният сина на Карой I Роберт и Елжбета, Лайош I Велики (1342 – 1382), крал на Унгария, се стреми да управлява държавата еднолично. Подкрепя икономическото развитие на градовете, поддържа богат двор в Буда и води амбициозна външна политика. Нахлува в кралство Неапол, но не успява да го завладее. Друг обект на интересите му са Балканите, където се опитва да наложи католицизма, включително в северозападните български земи. През 1381 г. отнема Далмация от венецианците и ѝ налага годишен данък. След смъртта на вуйчо си Кажимеж III Велики става крал на Полша (1370 – 1382) под името Людовик І Велики. Сключва брак с Маргарита, дъщеря на германския император Карл IV фон Люксембург, а след като овдовява, се жени за Елизабета, дъщера на босненския бан Стефан II Котроманич. Няма наследници по мъжка линия и затова завещава на дъщерите си Мария и Ядвига съответно Унгария и Полша.
По-голямата му дъщеря, унгарската кралица Мария (1382 – 1394), е малолетна, когато наследява престола. От нейно име управлява майка ѝ Елизабета, която отблъсква претенциите на Карло III Дурацо, но самата тя е убита през 1387 г. Мария запазва властта благодарение на съпруга си Сигизмунд I фон Люксембург (1386 – 1436), коронован за крал на Унгария под името Жигмунд, а по-късно е избран за император на Свещената Римска империя. По-малката сестра, полската кралица Ядвига (1382 – 1399), сключва политически брак с литовския княз Владислав II Ягело. Условие за брака е приемането на християнството от литовците, дотогава все още езичници. Така през 1386 г. Полша и Литва са обединени под властта на Ягелоните. Мария и Ядвига са последните представителки на старшия клон на династията Анжу.

### Крале на Унгария
- Карло-Мартело (1271 – 1295) (1290 – 1295) (титулярен крал), син на Карло II Анжуйски
- Карой I Роберт (1288 – 1342) (1308 – 1342) – внук на Карло II Анжуйски, племенник на Роберто Анжуйски
- Лайош I Велики (1326 – 1382) (1342 – 1382) – син на предходния, крал на Полша (1370 – 1382)
- Мария Унгарска (1371 – 1385) (1382 – 1395) – дъщеря на предходния
- Карой II Анжуйски (1345 – 1386) (1385 – 1386), крал на Неапол (1382 – 1386) Карл III Анжуйски, княз на Ахея (1383 – 1386), граф на Гравина (1362 – 1386)

### Крале на Полша
- Людовик I Велики (1326 – 1382) (1370 – 1382) – син на Карой I Роберт, крал на Унгария (1342 – 1382) Лайош I Велики
- Ядвига Анжуйска (1372 – 1399) (1382 – 1399) – дъщеря на предходния

## Анжу-Сицилианска династия в Таранто и Ахея
Клонът Таранто на Анжжу-Сицилийската династия са князе на Таранто и Ахея (1307 – 1373) и крале на Неапол (1352 – 1362). основател на рода е Филипо I Тарантски (1278 – 1336), княз на Таранто и Ахея (1307 – 1313). Син е на Карло II Анжуйски Куция, крал на Неапол и на унгарската принцеса Мария Арпад. Включен е в плановете на своя баща за овладяване на Гърция чрез брака си Тамара, дъщеря на епирския деспот Никифор I Комнин. През 1313 г. се жени за повторно за Катерина дьо Валоа-Куртене, дъщеря на граф Шарл Валоа, която му донася титулярната имперска корона на Константинопол. има девет деца: Карло (†1315), деспот на Епир, женен за Матилда д'Ено, принцеса на Франкска Морея; Филип (†1331), деспот, съпру на Беатрис дьо Бурбон-Клермон, а след смъртта ѝ – Виоланта д'Арагон; Джована, омъжена за Ошин, цар на Армения; Бланш, съпруга на Реймонд Беранже, граф на Прад; Лодовико ди Таранто (1352 – 1362); Мария, починала рано; Роберто ІІ; Маргарита, сключила брак с Франсоа І дьо Бо, херцог на Андрия; Филипо ІІ.
Най-големият от синовете на Филипо I Тарантски, Роберто ІІ (1333 – 1364), първоначално (1333 – 1336) управлява под регентството на майка си Катерина дьо Валоа-Куртене, а след нейната смърт през 1346 г. е обявен за титулен император на Константинопол. Пленен е от унгарския крал Лайош I Велики и повече не се завръща в Ахея, но оставя съпротивата срещу турците на своя съветник Николо Ачиауоли. Роберто ІІ е женен за Мария, дъщеря на херцог Луи І дьо бурбон. Няма деца и затова княжество Ахея е управлявано първоначално от съпругата му, а след това – от най-малкия му брат Филипо ІІ (1370 – 1373), получил също императорската титла на Константинопол. Филипо ІІ се жеуни два пъти: за Мария, дъщеря на херцог Карло Драчки и за Елизабет, внучка на унгарския крал Карой Роберт д"Анжу. Има четири дъщери: Маргарита, шотландска кралица чрез брака си с Джеймс I Стюарт; Бианка, омъжена за херцог Раймон дьо Бар; Джована, съпруга последователно на арменските царе Лъв І и Лъв ІІ; Беатриче, сключила брак с граф Готие ІІ дьо Бриен.
Вторият син на Филипо I Тарантски, Лодовико ди Таранто, организира убийството на унгарския принц Ендре (†1345), съпруг на братовчедката му, неаполитанската кралица Джована I Анжуйска, а през 1348 г. се жени за нея и е коронован за крал на Неапол (1345 – 1352). Умира без да остави наследници.

### Князе на Таранто
- Филип I Тарантски (1278 – 1336) (1309 – 1336), княз на Ахея (1307 – 1313)
- Роберто ІІ Тарантски (1315 – 1364) (1336 – 1364), княз на Ахея (1336 – 1364)
- Филипо II Тарантски (1329 – 1374) (1364 – 1374), княз на Ахея (1370 – 1373)

### Князе на Ахея
- Карло I Анжуйски (1226 – 1285) (1266 – 1285), крал на Неапол (1266 – 1285)
- Карло II Анжуйски Куция (1254 – 1309) (1285 – 1289), крал на Неапол (1285 – 1309)
- Филипо I Тарантски (1278 – 1336) (1307 – 1313), княз на Таранто (1309 – 1336)
- Джовани Драчки (1294 – 1336) (1318 – 1333), херцог на Дурацо (1309 – 1336)
- Роберто ІІ Тарантски (1315 – 1364) (1336 – 1364), княз на Таранто (1336 – 1364)
- Филипо II Тарантски (1329 – 1374) (1370 – 1373), княз на Таранто (1364 – 1374)
- Джована I Анжуйска 1326 – 1382) (1373 – 1381), кралица на Неапол (1343 – 1382), херцогиня на Калабрия (1333 – 1343)
- Карло III Анжуйски (1345 – 1386) (1383 – 1386), крал на Неапол (1382 – 1386)
- Ладислав Анжуйски (1377 – 1414) (1386 – 1414), крал на Неапол (1386 – 1414)